# Ficinia fascicularis
Ficinia fascicularis är en halvgräsart som beskrevs av Christian Gottfried Daniel Nees von Esenbeck. Ficinia fascicularis ingår i släktet Ficinia och familjen halvgräs. Inga underarter finns listade i Catalogue of Life.